# Emil Hess (Schauspieler)
Emil Hess (auch Emil Heß; * 3. Februar 1889 in Wald ZH; † 2. März 1945 in Zürich)  war ein Schweizer Schauspieler.

## Leben
Der aus dem Kanton Zürich stammende Hess hatte seine Laufbahn im Spätsommer 1911 an deutschen Tourneebühnen begonnen. Später war er viele Jahre (bis 1938) am Staatstheater Stuttgart beschäftigt, spielte aber kurz nach dem Ersten Weltkrieg auch im heimatlichen Zürich (Stadttheater) und trat während seiner wenigen Stippvisiten in Berlin 1918 auch erstmals vor die Kamera.
Erst zur Spielzeit 1938/39, als der eher unscheinbare, glatzköpfige Schauspieler einem Angebot der Berliner Komödie folgte, liess sich Emil Hess in der deutschen Reichshauptstadt nieder.
Kurz nach Ausbruch des Zweiten Weltkriegs meldete sich erneut der Film bei ihm. Zwischen Dezember 1939 und Februar 1945 war Hess eine überaus gut beschäftigte Edelcharge; er spielte die gesamte Palette kleiner Rollen, vom einfachen Schmied (in Jud Süss) und Bildhauer (in Die schwedische Nachtigall) über den Grossfürsten (in Die Entlassung) bis zum schottischen Lord (in Das Herz der Königin) und einem König (in Das tapfere Schneiderlein). Zuletzt spielte er mehrfach Bauern. In einem seiner letzten Filme, Die Kreuzlschreiber, erhielt Emil Hess die Hauptrolle des Großbauern. Meist spielte er seine Charaktere mit sehr ernstem Gesicht und bisweilen misstrauisch bis grimmig wirkendem Blick.
Das nahende Ende des Dritten Reichs veranlasste den offensichtlich politisch höchst unbedarften Schweizer Staatsbürger zu einer äußerst zwiespältigen Aktion. Im November 1944 gab er zu Protokoll, er wolle im Auftrag der südwestdeutschen Gestapo nach Leutasch in Tirol bzw. in die Schweiz gehen, um dort – in welcher Form auch immer – für das Reich tätig zu werden. Wie weit diese Ankündigung ein vorgeschobener Grund war, um sich aus dem militärisch bedrängten Reich abzusetzen, ist nicht mehr zu klären. Hess stand 1944 in der Gottbegnadeten-Liste des Reichsministeriums für Volksaufklärung und Propaganda.
Tatsächlich meldete sich Emil Hess, der noch zu Jahresbeginn 1945 im bis dahin weitgehend unzerstörten Würzburg (für Gerhard Lamprechts Kamerad Hedwig) vor der Kamera gestanden hatte, am 25. Februar 1945 aus dem schwer bedrängten Berlin ab und erreichte, unter schwierigsten Umständen und völlig erschöpft, ein paar Tage später die Schweiz. Unmittelbar darauf verstarb er in Zürich im Alter von 56 Jahren.
Aus der Ehe mit Elisabeth Ellinghaus entstammen drei Söhne. Wolfgang Hess (1937–2016), Urs Hess (1940–2013) und Migg Hess (* 1943) sind in die Fussstapfen des Vaters getreten und haben sich frühzeitig (seit 1946 an Zürcher Bühnen wie dem Schauspielhaus und dem Bernhardt-Theater) schauspielerisch betätigt. In den 1950er Jahren wirkten sie auch in einigen Kinofilmen mit. Der älteste Sohn Wolfgang wurde ein bekannter Synchronsprecher.

## Filmografie
- 1918: Herbstzauber
- 1921/22: Fridericus Rex
- 1940: Das Herz der Königin
- 1940: Jud Süss
- 1940: Die keusche Geliebte
- 1941: Der Weg ins Freie
- 1941: Die schwedische Nachtigall
- 1941: Das tapfere Schneiderlein
- 1941: Tanz mit dem Kaiser
- 1941: Der Strom
- 1942: Zwischen Himmel und Erde
- 1941: Hochzeit auf Bärenhof
- 1942: Andreas Schlüter
- 1942: Die Entlassung
- 1942: Hab mich lieb!
- 1942: Floh im Ohr
- 1943: Damals
- 1943: Herr Sanders lebt gefährlich
- 1943/47: Jan und die Schwindlerin
- 1943/47: Jugendliebe
- 1944: Träumerei
- 1943: Aufruhr der Herzen
- 1944: Der Engel mit dem Saitenspiel
- 1944: Erzieherin gesucht
- 1944/50: Die Kreuzlschreiber
- 1945: Der Erbförster
- 1945: Kamerad Hedwig (unvollendet)